# قضية إيمي
تتعلق قضية إيمي بالمرأة الفرنسية مارغريت بانتين، التي هاجمت في عام 1931 الممثلة الشهيرة هوجيت دوفلوس، وأدخلت المستشفى وعولجت وأصبحت موضوع أطروحة الدكتوراه من جاك لاكان.

## أطروحة
من خلال ربط أعمال إيمي بشكل مبتكر بتجربة حياتها، تمكنت لاكان من القول بأن هجومها كان في الواقع ضد (الجانب الاضطهادي) صورة غرورها المثالي، الذي تم في نوع من نشوة النرجسية. استخدمت «قضيتها» لتطوير نظرية عن جنون العظمة التي تعاقب على الذات، في العملية التي جعلت تفكيره أقرب إلى التحليل النفسي.
ومع ذلك، في المقام الأول في شكل علم نفس الأنا، كان تفكير لاكان للتحليل النفسي مؤطرًا في هذه المرحلة: «يبدو أن المشكلة العلاجية المتعلقة بالذهان تجعل التحليل النفسي للأنا أكثر ضرورة من علم نفس اللاوعي».

## التعرف لاحقاً
بمصادفة غريبة، كانت مارجريت قد خرجت من المستشفى وكانت تعمل مع والد لاكان، في الوقت الذي كان ابنه المنفصل ديدييه أنزيو يخضع لتحليل معه. عندما اجتمع أنزيوس، أدرك ديدييه أن والدته كانت موضوع أطروحة لاكان في العقد السابق.
أبلغت إليزابيث رودينيسكو عن شكوى الأم من أن لاكان، بدلاً من مساعدتها، «سرقت قصة حياتها وحولتها إلى أطروحة... لقد تمت ملاحظتها ونهبها وتصنيعها وتحويلها إلى أسطورة لصالح الطب النفسي.»